# Sanja Hanusić
Sanja Hanušić est une joueuse serbe de volley-ball née le 17 juillet 1986 à Sremska Mitrovica. Elle mesure 1,84 m et joue réceptionneuse-attaquante.

## Clubs
| Club                      | Pays                 | De        | À         |
| ------------------------- | -------------------- | --------- | --------- |
| VC Srem Sremska Mitrovica | Serbie-et-Monténégro |           | 2002-2003 |
| Crvena Zvezda Belgrade    | Serbie               | 2003-2004 | 2006-2007 |
| ASPTT Mulhouse            | France               | 2007-2008 | 2008-2009 |
| Volley San Vito           | Italie               | 2009-2010 | 2009-2010 |

## Palmarès

### Équipe nationale
- Championnat du monde des moins de 20 ans
  - Finaliste : 2005

### Clubs
- Championnat de France
  - Finaliste : 2008, 2009

- Coupe de France
  - Finaliste : 2009